# San Bernardo del Viento (ort)
San Bernardo del Viento är en ort i Colombia.   Den ligger i departementet Córdoba, i den nordvästra delen av landet, 600 km norr om huvudstaden Bogotá. San Bernardo del Viento ligger 8 meter över havet och antalet invånare är 8 967.
Terrängen runt San Bernardo del Viento är mycket platt. En vik av havet är nära San Bernardo del Viento åt nordväst. Runt San Bernardo del Viento är det ganska tätbefolkat, med 100 invånare per kvadratkilometer. Närmaste större samhälle är Lorica, 20,0 km sydost om San Bernardo del Viento. 